# Schweizerische Gesellschaft für Dentomaxillofaziale Radiologie
Die Schweizerische Gesellschaft für Dentomaxillofaziale Radiologie (SGDMFR) ist eine Fachgesellschaft für Ärzte und Zahnärzte, die sich mit der Bildgebung des Gesichts- und Kieferskeletts befasst. Sie ist mit fast 800 Mitgliedern aus der Schweiz, Deutschland und Österreich die grösste zahnärztliche Fachgesellschaft der Schweiz.
Im Fokus der Gesellschaft steht die Anwendung der diagnostischen Radiologie in der Zahnmedizin, aber auch in der Mund-, Kiefer- und Gesichtschirurgie, der Hals-Nasen-Ohrenheilkunde und allen anderen angrenzenden medizinischen Fächern. Neben der klassischen Röntgenbildgebung inklusive digitaler Volumentomographie und Computertomographie der Kiefer und des Gesichtsschädels sind hierbei auch alle anderen Bildgebungstechniken wie Magnetresonanztomographie, Ultraschall Gegenstand der Aktivitäten der Gesellschaft.
Die Schweizerische Gesellschaft für Dentomaxillofaziale Radiologie (SGDMFR) wurde 1987 gegründet. Allgemeines Ziel der Gesellschaft ist die wissenschaftliche, klinische und praktische Förderung der Dentomaxillofazialen Radiologie in der Schweiz. Eine besondere Bedeutung erlangte die SGDMFR mit der Einführung der digitalen Volumentomographie als echter dreidimensionaler Röntgentechnik in der Zahnmedizin. Die Gesellschaft bot ab 2008 zunächst freiwillige Ausbildungskurse zur DVT an. Diese wurden mit dem revidierten Schweizer Strahlenschutzrecht ab 2018 für alle DVT-Nutzerinnen und -Nutzer in der Schweiz verpflichtend.
Aktivitäten im Einzelnen:
- Durchführung von Jahreskongressen und Fortbildungsveranstaltungen zur Aus- und Fortbildung von radiologisch tätigen Zahnärztinnen und Zahnärzten sowie oben erwähnten medizinischen Disziplinen im Kopf-/Halsbereich[4][5][6]
- Durchführung von Ausbildungskursen zur Qualifikation von Zahnärztinnen und Zahnärzten für die Anwendung der digitalen Volumentomographie (DVT) in der Zahnmedizin[2][3]
- Durchführung von Ausbildungskursen zur Qualifikation von Dentalassistentinnen und Dentalassistenten für die Anwendung von Orthopantomographie (OPT), Fernröntgen (FR) und der digitalen Volumentomographie (DVT) in der Zahnmedizin.[2]
- Erstellung von wissenschaftlichen Konsensuspapieren zur Anwendung der Dentomaxillofazialen Radiologie[7][8]
- Erstellung von praxisorientierten Standortpapieren zur rechtlich korrekten Anwendung der Dentomaxillofazialen Radiologie[9][10]
- Bereitstellung eines Forschungsförderprogrammes sowie von Forschungspreisen für wissenschaftliche Arbeiten und Präsentationen im Bereich der Dentomaxillofazialen Radiologie[11][12]
- Pflege von Beziehungen zu Organisationen in andern Ländern und zu internationalen Organisationen mit ähnlichen Zielen[13]

## Struktur und Organisation
Die SGDMFR ist ein Verein im Sinne von Art. 60 ff. des Schweizerischen Zivilgesetzbuches. Sie ist als selbstständige medizinische Fachgesellschaft vom Berufsverband der Schweizerischen Zahnärzte, der Schweizerischen Zahnärzte-Gesellschaft SSO, anerkannt, aber nicht auf Zahnärztinnen und Zahnärzte beschränkt. Zu einschlägigen Fragestellungen und Vernehmlassungen wird sie im Auftrag von Schweizer Behörden (z. B. des Bundesamtes für Gesundheit) und / oder des Berufsverbandes der Schweizer Zahnärzte (der SSO) tätig.
Die SGDMFR ist im Milizsystem organisiert. Oberstes Führungsorgan ist der Vorstand, bestehend aus aktuell 7 Mitgliedern:
- Dorothea Dagassan-Berndt (Präsidentin)
- Valérie Suter (Vizepräsidentin)
- Michael M. Bornstein (Past-Präsidentin)
- Bernd Stadlinger (Sekretär)
- Odette Engel Brügger (Kassierin)
- Andreas Filippi (Beisitzer)
- Heinz-Theo Lübbers (Beisitzer)